# 釧路音別太陽光発電所
釧路音別太陽光発電所（くしろおんべつたいようこうはでんしょ）は、北海道釧路市音別町にある太陽光発電所。

## 概要
日本紙パルプ商事の100%子会社「エコパワーJP」(本社　釧路市)が信託方式で釧路市音別町に太陽光発電所を建設し売電事業を行うプロジェクトであり、JAG国際エナジーがコンストラクション・マネジメント（CM業務）契約を締結して開業している。敷地は有限会社ＳＰＩ音別（本社　釧路市)が約119 ha（パネル設置面積約39 ha）を所有し100,800枚のソーラーパネルを設置している。総出力は20 MW、年間の総発電量は一般家庭約8,000世帯分の電力を発電しており、北海道電力に売電している。計画から測量までは釧路企業、国産メーカー設備、資金とオールジャパンによる釧路市最大の太陽光発電所。国内初のエネルギー系プロジェクトファイナンス（みずほ銀行、北海道銀行、北洋銀行JV)を組成し実現した。
建設にあたっては環境保全に配慮し、森林保全区域の保全を行い、荒れ地のみを利用するという開発手法を採り入れた。

## 設備
ソーラーパネルはシャープ製（245 Wモジュール）、パワーコンディショナーは富士電機製を使用している、架台は日本製鐵製。国内の製造だけでは対応できずタイ国に日本から薄板を輸出し加工製造し釧路まで海運で輸送した。タイでの製造加工は阪和興業が対応した。これ以降阪和興業は釧路事務所を開設し　鉄製品の販売のほか外国産海産物を釧路の水産加工各社に供給するなどしている。